# Donnerskirchen
Donnerskirchen (ungerska: Fertőfehéregyháza, kroatiska: Bijela Crikva) är en ort och kommun  i Österrike. Den ligger i distriktet Eisenstadt-Umgebung i förbundslandet Burgenland, i den östra delen av landet. Antalet invånare var 1 844 året 2023. Arean är 34 kvadratkilometer.
Vid ortens östra sida förekommer ängar, odlingsmark samt träskmarker i anslutning till Neusiedlersjön.